# Aptesis flagitator
Aptesis flagitator är en stekelart som först beskrevs av Rossi 1794.  Aptesis flagitator ingår i släktet Aptesis och familjen brokparasitsteklar. Arten är reproducerande i Sverige. Inga underarter finns listade.